# Ночницы
Ночницы (лат. Myotis) — род гладконосых летучих мышей, один из самых обширных родов рукокрылых, включающий более 110 видов. Их масса обычно составляет 2,5—45 г, длина тела 35—100 мм, длина хвоста 28—65 мм, предплечье 28—70 мм, размах крыльев 23—45 см; самки обычно немного крупнее самцов.

## Описание
Морда обычно немного вытянутая, уши могут быть различной длины, от сравнительно коротких до очень длинных (например, у длинноухой ночницы). Козелок ланцетовидный. Малых предкоренных зубов, как правило, 2/2 (есть исключения). Шерсть обычно длинная и густая. Окрас от почти чёрного до песчаного или ярко-рыжего, волосы часто двух- и трёхцветные. Брюхо обычно светлее спины. Хромосом — 44.

## Распространение
Всесветное, кроме приполярных областей.

### Виды
В фауне России и сопредельных стран — около 19 видов:
- Myotis myotis — Большая ночница
- Myotis blythii — Остроухая ночница
- Myotis bechsteini — Длинноухая ночница
- Myotis nattereri — Ночница Наттерера
- Myotis tschuliensis — Копет-дагская ночница
- Myotis schaubi — Аракская ночница
- Myotis bombinus — Амурская ночница
- Myotis emarginatus — Трёхцветная ночница
- Myotis buchariensis — Бухарская ночница
- Myotis frater — Длиннохвостая ночница
- Myotis brandtii — Ночница Брандта
- Myotis sibiricus — Сибирская ночница (?= M. gracilis)
- Myotis ikonnikovi — Ночница Иконникова
- Myotis mystacinus — Усатая ночница
- Myotis davidii — Степная ночница (включая M. nipalensis, M. aurascens и, вероятно, Myotis hajastanicus — Армянская ночница)
- Myotis daubentonii — Водяная ночница
- Myotis petax — Восточная ночница
- Myotis macrodactylus — Крупнопалая ночница
- Myotis capaccini — Длиннопалая ночница
- Myotis dasycneme — Прудовая ночница

## Классификация
Систематика рода до конца не разработана. Ранее (Findley, 1972; Koopman, 1993, 1994; Павлинов и др., 1995) была широко принята система делящая род на 3-9 подродов, обоснованных главным образом адаптивными признаками, связанными со способом кормодобывания. Никакие молекулярно-генетические данные не поддерживают эту систему, показывая, что адаптации к сбору пищи с поверхности листьев/почвы и с поверхности воды появлялись у ночниц неоднократно в результате конвергентной эволюции. В настоящее время практически не вызывает сомнения глубокая обособленность американских ночниц (старшим эпитетом родовой группы для которых является Pizonyx). В пределах ночниц Старого Света естественные таксоны, вероятно, образуют ночницы из бывших групп видов «myotis» и «nattereri» (подрод Myotis s.str.) и т. н. «африканские ночницы» (подрод Chrysopteron). Остальные виды для удобства объединяют иногда в таксон Leuconoe, монофилия которого требует подтверждения.
Также описан целый ряд ископаемых форм, систематическое положение многих из которых неясно или сомнительно.
Названия приведены в соответствии с АИ, с изменениями.

### ПодродMyotis— большие ночницы
- Myotis blythii — Остроухая ночница — южная Европа, Средиземноморье и южная Азия.
- Myotis chinensis — Южнокитайская ночница — восточный и южный Китай.
- Myotis myotis — Большая ночница. Самый крупный представитель рода, обитающий в Европе.
- Myotis punicus
- Амурская ночница — Myotis bombinus — восточная Азия.
- Myotis nattereri — Ночница Наттерера — Европа и западная Азия.
- Myotis zenatius — Марокканская ночница
- Myotis escalerai — Иберийская ночница
- Myotis crypticus
- Myotis tschuliensis — Копет-дагская ночница
- Myotis schaubi — Армения и Иран.
- Myotis pequinius — Пекинская ночница — восточный Китай.

### ПодродChrysopteron— африканские ночницы
- Myotis formosus — Меднокрылая ночница — южная Азия.
- Myotis rufoniger — Красно-черная ночница
- Myotis hermani — эндемик Суматры.
- Myotis rufopictus — эндемик Филиппин.
- Myotis welwitschii — Ночница Вельвича — центральная и южная Африка.

- Myotis emarginatus — Трёхцветная ночница — Европа, западная Азия и северная Африка.
- Myotis bocagei — Речная ночница — Африка к югу от Сахары, Йемен.
- Myotis goudoti — Ночница Гудота — Мадагаскар и Коморы.
- Myotis morrisi — Ночница Морриса — центральная Африка, (Эфиопия и Нигерия).
- Myotis scotti — Ночница Скотта — Эфиопия.
- Myotis tricolor — Южноафриканская ночница — центральная и южная Африка.

### ПодродLeuconoe— малые ночницы
- Myotis adversus — Малайзийская ночница — юго-восточная Азия, Новая Гвинея, Австралия и западная Океания.
- Myotis alcathoe — Ночница Алкифои. Вид впервые описан в 2001 году, Европа — от Великобритании до Зап. Кавказа.
- Myotis altarium — Сычуаньская ночница — Китай и северный Таиланд.
- Myotis annectans — юго-восточная Азия.
- Myotis annamiticus. Вид описан в 2001 году. Эндемик Вьетнама.
- Myotis annatessae. Вид описан в 2013 году. Эндемик Вьетнама и Лаоса.
- Myotis ancricola. Вид описан в 2018 году. Эндемик Вьетнама и Лаоса
- Myotis ater — Тёмная ночница — Индонезия и Новая Гвинея.
- Myotis australis — Австралийская ночница — юго-восточная Австралия (Новый Южный Уэльс).
- Myotis bechsteini — Длинноухая ночница — Европа и западная Азия.
- Myotis capaccinii — Длиннопалая ночница — южная Европа, Средиземноморье и западная Азия.
- Myotis csorbai. Вид обнаружен в 1997 году. Эндемик Непала.
- Myotis dasycneme — Прудовая ночница — Евразия.
- Myotis daubentonii — Водяная ночница — Европа, Кавказ, Зап. Сибирь.
- Myotis davidii — Степная ночница (включая M. nipalensis, M. aurascens и, вероятно, Myotis hajastanicus — Армянская ночница)
- Myotis federatus — Зондские острова, Малайзия.
- Myotis fimbriatus — юго-восточный Китай, Тайвань (включает Myotis taiwanensis)
- Myotis frater — Длиннохвостая ночница — центральная и восточная Азия.
- Myotis gomantongensis — Малайзия. Вид открыт в 1998 году.
- Myotis hasseltii — Ночница Хасселта — южная и юго-восточная Азия.
- Myotis horsfieldii — Ночница Хорсфилда — южная и юго-восточная Азия.
- Myotis ikonnikovi — Ночница Иконникова — восточная Сибирь, Корея и Япония (включает Myotis hosonoi — Хонсийская ночница, Myotis ozensis и Myotis yesoensis)
- Myotis indochinensis — Индокитайская ночница. Вид описан в 2013 году. Вьетнам, Южный Китай.
- Myotis insularum — эндемик Самоа.
- Myotis longipes — Кашмирская ночница — Афганистан и Кашмир.
- Myotis macrodactylus — Крупнопалая ночница — юго-восточная Сибирь и Япония.
- Myotis macropus — юго-восточная Австралия.
- Myotis macrotarsus — Большеногая ночница — Борнео и Филиппины.
- Myotis montivagus — Бирманская ночница — южная и юго-восточная Азия.
- Myotis muricola — Малая ночница — южная и юго-восточная Азия.
- Myotis mystacinus — Усатая ночница — Европа, Кавказ.
- Myotis oreias — Сингапурская ночница — Сингапур.
- Myotis petax — Восточная ночница — Сибирь, Корея и Япония.
- Myotis phanluongi — Ночница Фанлёна. Вид описан в 2008 году. Эндемик гор юга Вьетнама.
- Myotis pruinosus — Япония.
- Myotis ricketti — Ночница Риккета — восточный Китай, Индокитай.
- Myotis ridleyi — Ночница Ридли — Малайзия, Суматра и Борнео.
- Myotis rosseti — Кампучийская ночница — Таиланд и Камбоджа.
- Myotis sicarius — Сиккимская ночница — Непал и Сикким.
- Myotis siligorensis — Гималайская ночница — южная и юго-восточная Азия.
- Myotis secundus. Вид описан в 2015 году. Эндемик Тайваня
- Myotis soror. Вид описан в 2015 году. Эндемик Тайваня
- Myotis stalkeri — Ночница Шталькера — эндемик двух Молуккских островов.
- Myotis yanbarensis. Вид впервые открыт в 1998 году. Эндемик о. Рюкю.

### ПодродPizonyx— американские ночницы
- Myotis aelleni — юго-западная Аргентина.
- Myotis albescens — Парагвайская ночница — Центральная и Южная Америка.
- Myotis atacamensis — область Атакама на западе южной Америки.
- Myotis attenboroughi — эндемик острова Тобаго.
- Myotis auriculus — юго-запад США и Центральная Америка.
- Myotis austroriparius — Юго-восточная ночница — юго-восток США.
- Myotis brandtii — Ночница Брандта — Евразия на восток до Оби.
- Myotis californicus — Калифорнийская ночница — Северная и Центральная Америка.
- Myotis carteri — западная Мексика.
- Myotis ciliolabrum — запад Северной Америки и Мексика.
- Myotis chiloensis — Чилоэская ночница — Чили и южная Аргентина.
- Myotis cobanensis — Кобанская ночница — Гватемала.
- Myotis dominicensis — Доминиканская ночница — эндемик о. Доминика.
- Myotis elegans — Центральная Америка.
- Myotis evotis — Монтерейская ночница — запад Северной Америки.
- Myotis findleyi — Тресмариасская ночница — острова Марии.
- Myotis fortidens — Светло-бурая ночница — Центральная Америка.
- Myotis grisescens — Серая ночница — восток США.
- Myotis keaysi — Мохнатоногая ночница — Центральная и Южная Америка.
- Myotis leibii — Малоногая ночница — восток Северной Америки.
- Myotis levis — центральная и южная Южная Америка.
- Myotis lucifugus — Малая бурая ночница — Северная Америка и Мексика.
- Myotis martiniquensis — Мартиникская ночница — эндемик островов Мартиника и Барбадос.
- Myotis keenii — Ночница Кина — Северная Америка.
- Myotis milleri — Ночница Миллера — Мексика. Вид считался вымершим, пока не был заново открыт.
- Myotis nesopolus — эндемик Кюрасао и Венесуэла.
- Myotis nigricans — Чёрная ночница — Центральная и Южная Америка.
- Myotis occultus — юго-запад США и Мексика.
- Myotis oxyotus — Горная ночница (Myotis oxyotus) — Центральная и Южная Америка.
- Myotis peninsularis — Южнокалифорнийская ночница — юг полуострова Нижняя Калифорния.
- Myotis planiceps — Плоскоголовая ночница — восточная Мексика.
- Myotis riparius — Центральная и Южная Америка.
- Myotis ruber — Красная ночница — юго-восток Южной Америки.
- Myotis bakeri — эндемик Перу
- Myotis simus — Курносая ночница — Амазонская низменность на севере Южной Америки.
- Myotis septentrionalis — север Северной Америки.
- Myotis sibiricus — Сибирская ночница (?= M. gracilis)
- Myotis sodalis — Индианская ночница — США.
- Myotis thysanodes — Бахромчатая ночница — запад Северной Америки и Мексика.
- Myotis vivesi — Рыбоядная ночница. Вид питается преимущественно рыбой, распространён в западной Мексике.
- Myotis velifer — Пещерная ночница — юг США и Центральная Америка.
- Myotis volans — Длинноногая ночница — запад Северной Америки и Мексика.
- Myotis yumanensis — Юмаская ночница — запад Северной Америки.

## Виды, ранее ошибочно относимые кMyotis
- Submyotodon latirostris. Ранее рассматривался в составе Myotis (как подвид Myotis muricola). Родовой статус субмиотодона был подтвержден Lack et al. (2010) и Ruedi et al. (2013). Эндемик Тайваня
- Submyotodon caliginosus. Ранее рассматривался в составе Myotis (как подвид Myotis muricola). Гималаи.
- Submyotodon moupinensis. Ранее рассматривался в составе Myotis (как подвид Myotis muricola). Ц. Китай.
- Cistugo lesueuri — Железистокрыл Лесюра — Южная Африка. Родовой статус Cistugo и отнесение этого рода к особому семейству Cistugidae показано Lack et al. (2010).
- Cistugo seabrai — Ангольский железистокрыл — южная Африка.